# Liste der Auslandsvertretungen Serbiens

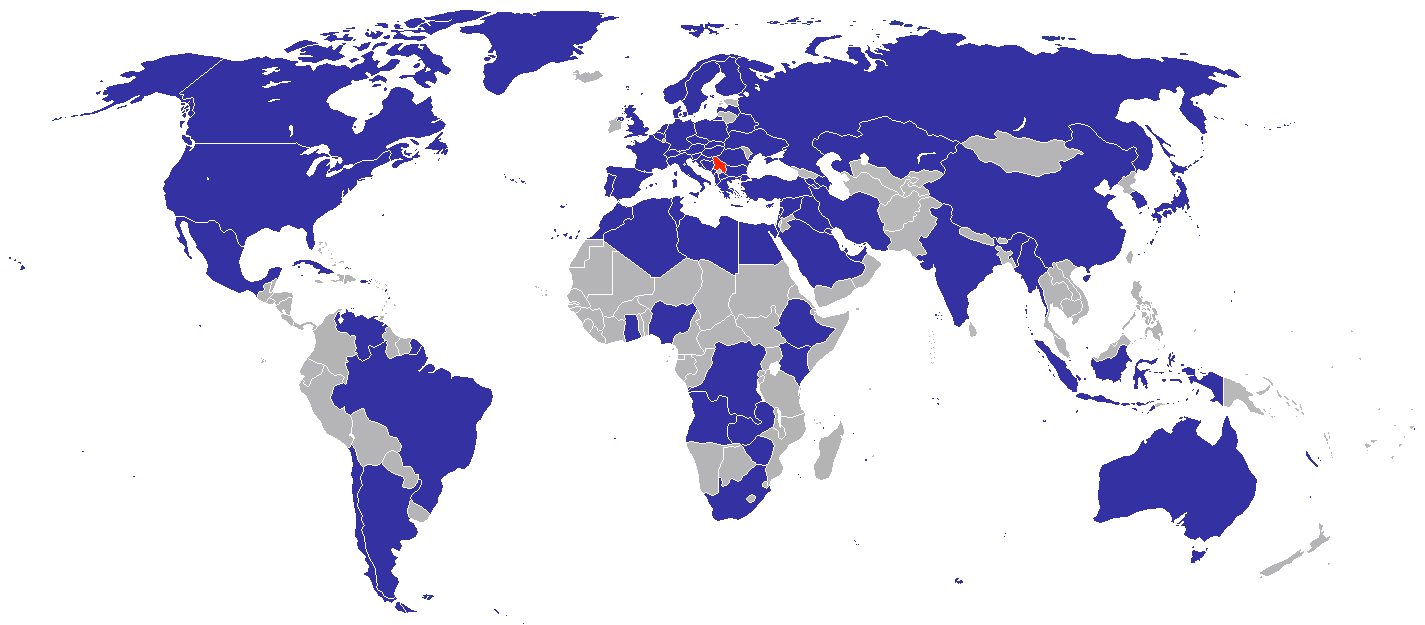
Standorte der diplomatischen Vertretungen Serbiens

Dies ist eine Liste der diplomatischen und konsularischen Vertretungen Serbiens.
Der Serbische Außenminister Ivan Mrkić kündigte im Januar 2014 an, Botschaften in Saudi-Arabien, Katar und Ghana sowie diplomatischen Vertretungen in Venezuela, Chile, Peru, Vietnam und Kambodscha bis Ende des Jahres 2014 eröffnen zu wollen. Bis Mai 2017 wurden nur Botschaften in Saudi-Arabien und Katar eröffnet.

## Diplomatische und konsularische Vertretungen

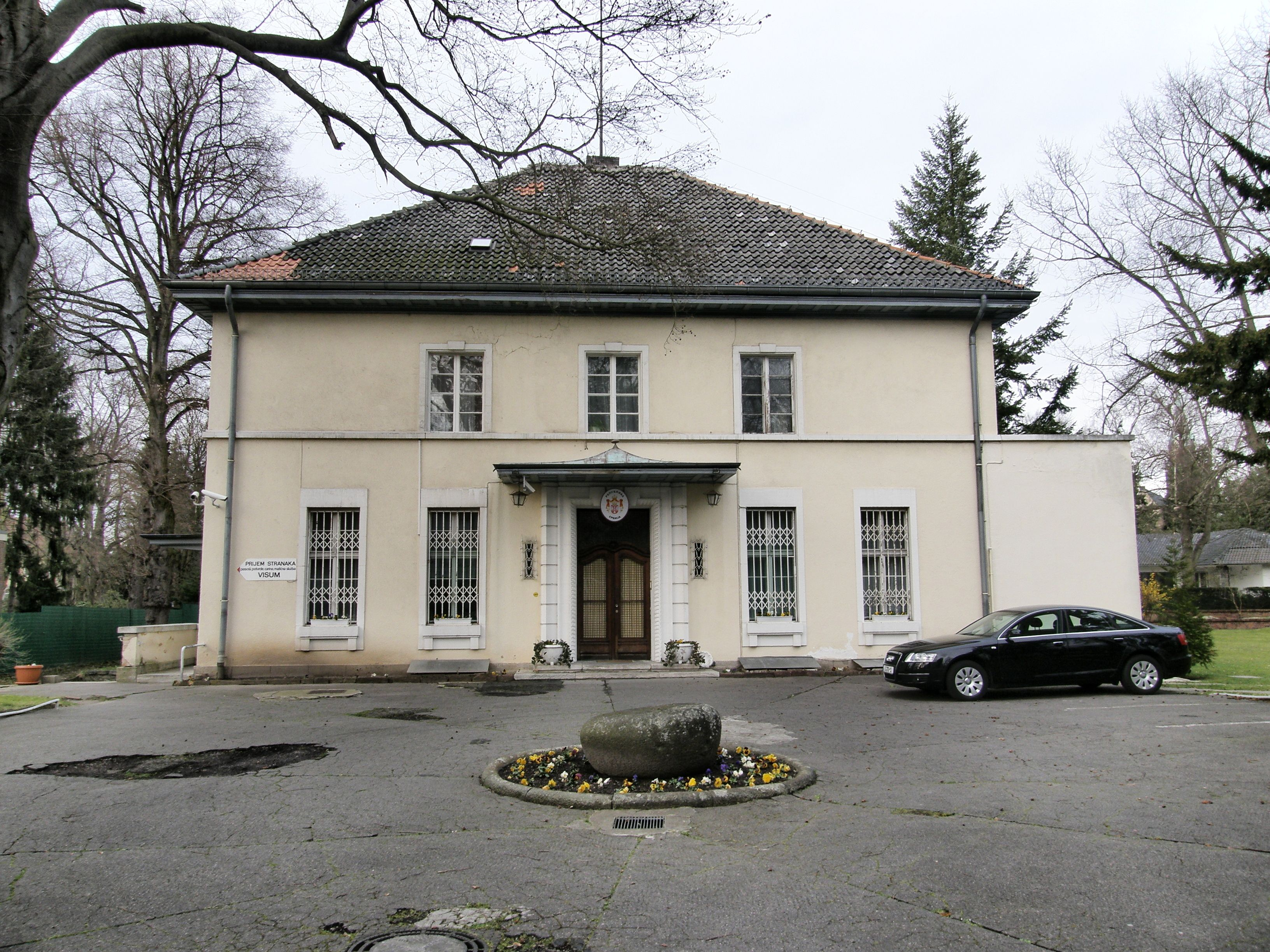
Serbische Botschaft in Berlin

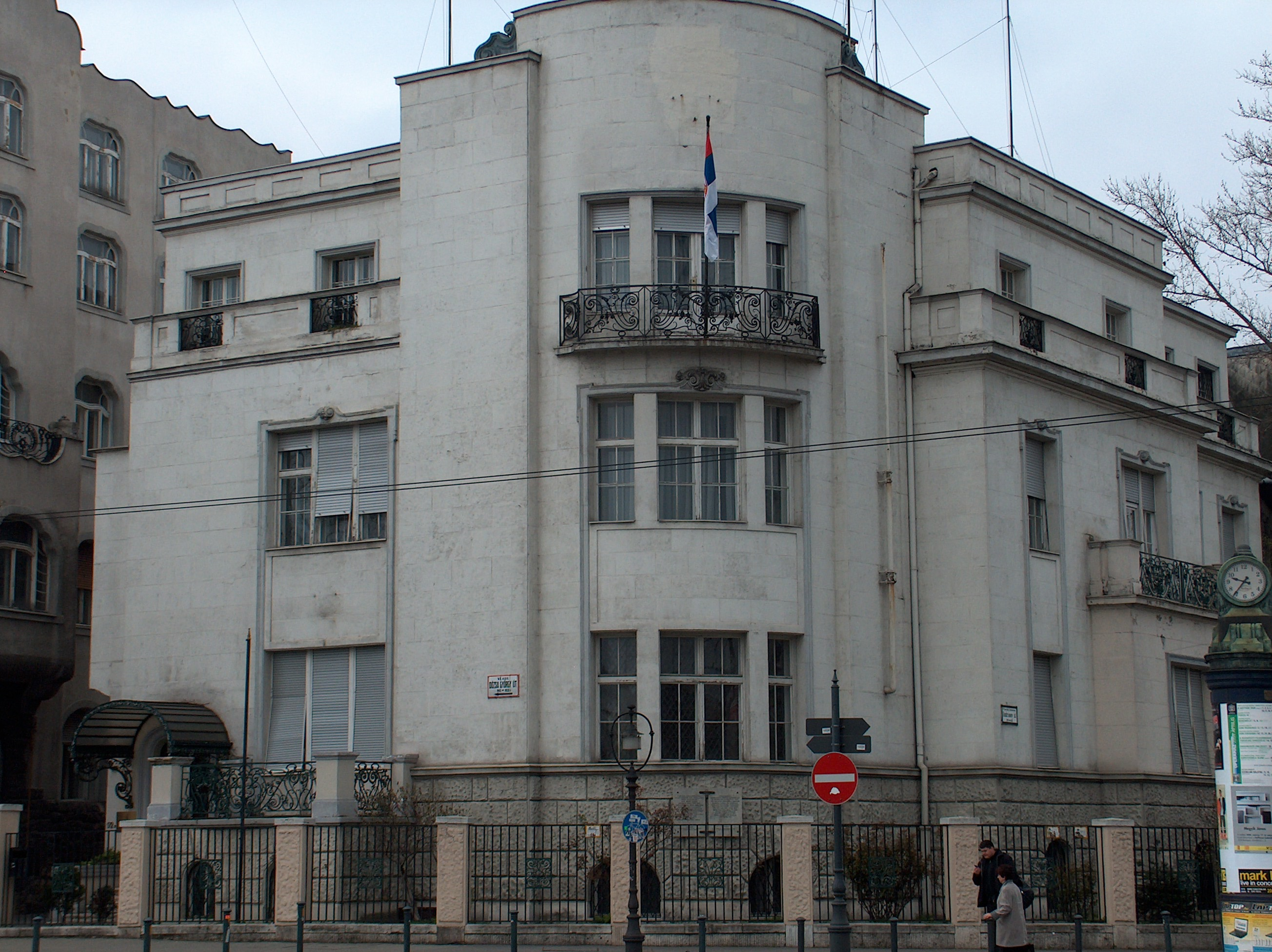
Serbische Botschaft in Budapest

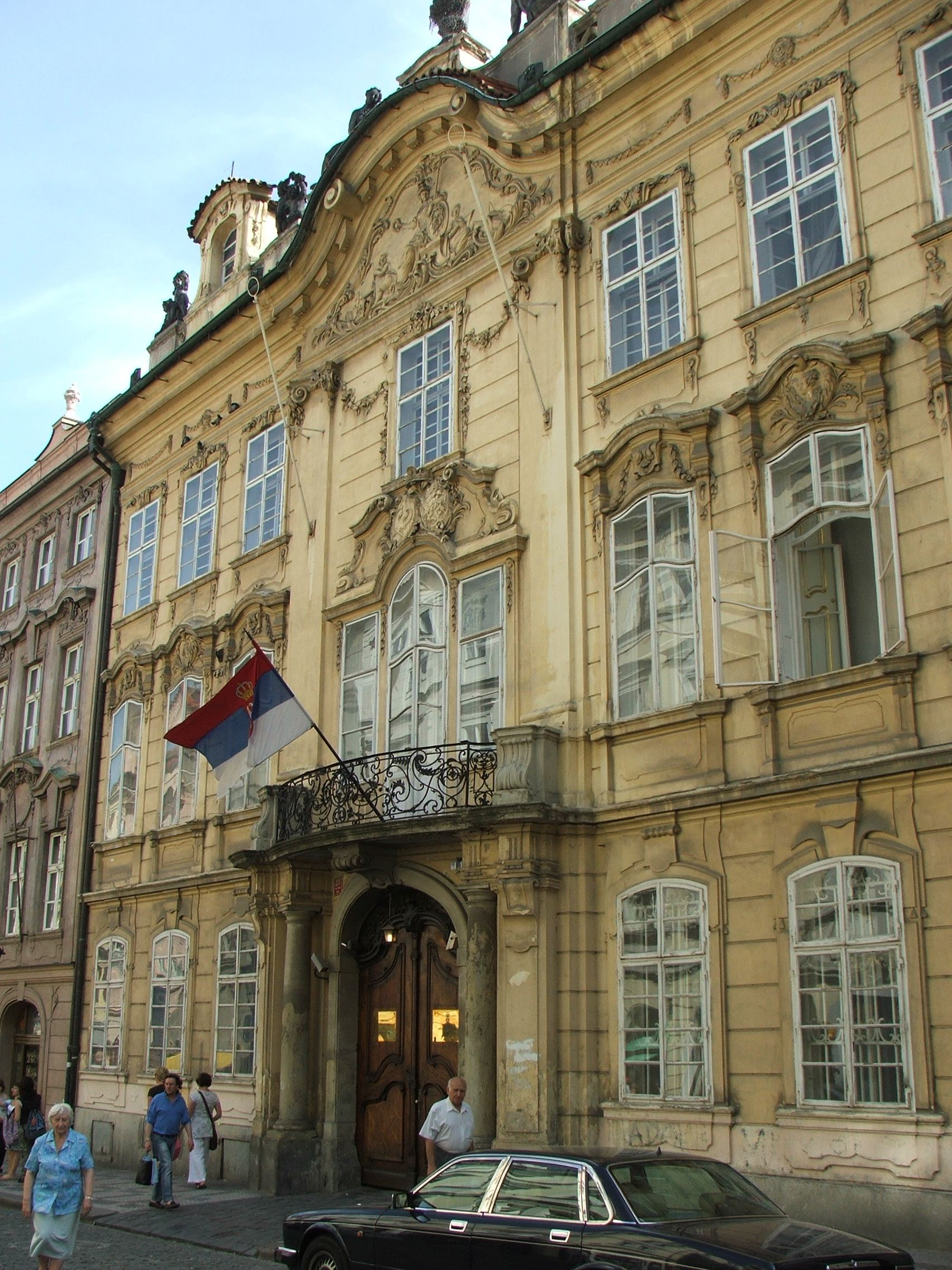
Serbische Botschaft in Prag

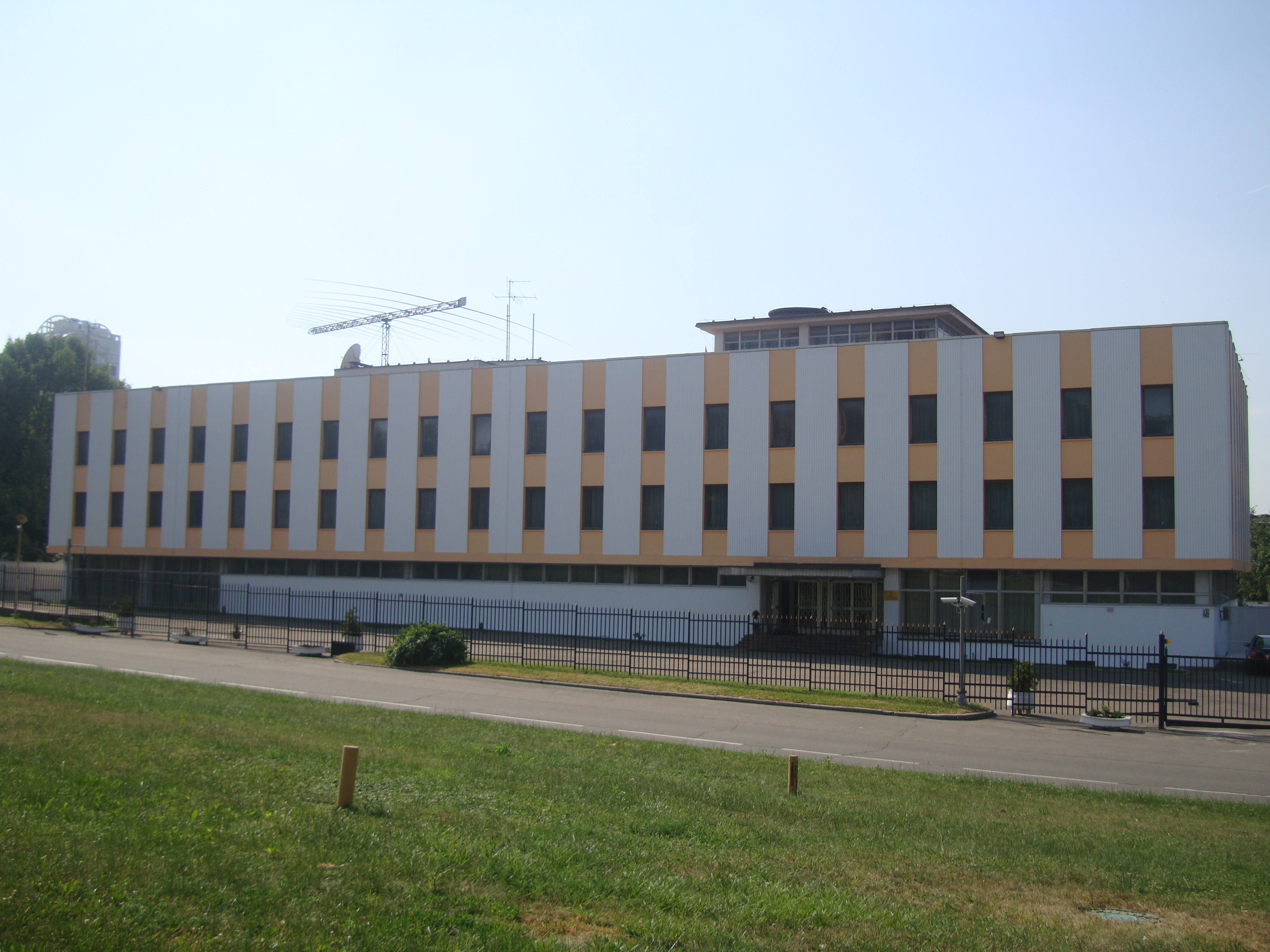
Serbische Botschaft in Moskau

### Afrika
| - Ägypten: Kairo, Botschaft - Algerien: Algier, Botschaft - Angola: Luanda, Botschaft - Äthiopien: Addis Abeba, Botschaft - Demokratische Republik Kongo: Kinshasa, Botschaft - Kenia: Nairobi, Botschaft - Ghana: Greater Accra, Botschaft | - Libyen: Tripolis, Botschaft - Marokko: Rabat, Botschaft - Nigeria: Abuja, Botschaft - Sambia: Lusaka, Botschaft - Simbabwe: Harare, Botschaft - Südafrika: Pretoria, Botschaft - Tunesien: Tunis, Botschaft |

### Asien
| - Armenien: Jerewan, Botschaft - Aserbaidschan: Baku, Botschaft - Volksrepublik China: Peking, Botschaft - Volksrepublik China: Shanghai, Generalkonsulat - Indien: Neu-Delhi, Botschaft - Indonesien: Jakarta, Botschaft - Irak: Bagdad, Botschaft - Iran: Teheran, Botschaft - Israel: Tel Aviv, Botschaft - Japan: Tokyo, Botschaft | - Kasachstan: Astana, Botschaft - Katar: Doha, Botschaft - Kuwait: Kuwait, Botschaft - Libanon: Beirut, Botschaft - Myanmar: Rangun, Botschaft - Saudi-Arabien: Riad, Botschaft - Syrien: Damaskus, Botschaft - Südkorea: Seoul, Botschaft - Vereinigte Arabische Emirate: Abu Dhabi, Botschaft |

### Australien und Ozeanien
| - Australien: Canberra, Botschaft | - Australien: Sydney, Generalkonsulat |

### Europa
| - Albanien: Tirana, Botschaft - Belgien: Brüssel, Botschaft - Bosnien und Herzegowina: Sarajevo, Botschaft - Bosnien und Herzegowina: Banja Luka, Generalkonsulat - Bosnien und Herzegowina: Mostar, Generalkonsulat - Bosnien und Herzegowina: Drvar, Konsularbüro - Bosnien und Herzegowina: Trebinje, Konsularbüro - Bulgarien: Sofia, Botschaft - Dänemark: Kopenhagen, Botschaft - Deutschland: Berlin, Botschaft - Deutschland: Düsseldorf, Generalkonsulat - Deutschland: Frankfurt, Generalkonsulat - Deutschland: Hamburg, Generalkonsulat - Deutschland: München, Generalkonsulat - Deutschland: Stuttgart, Generalkonsulat - Finnland: Helsinki, Botschaft - Frankreich: Paris, Botschaft - Frankreich: Straßburg, Generalkonsulat - Griechenland: Athen, Botschaft - Griechenland: Thessaloniki, Generalkonsulat - Italien: Rom, Botschaft - Italien: Mailand, Generalkonsulat - Italien: Triest, Generalkonsulat - Kroatien: Zagreb, Botschaft - Kroatien: Rijeka, Generalkonsulat - Kroatien: Vukovar, Generalkonsulat - Nordmazedonien: Skopje, Botschaft | - Malta: Valetta, Botschaft - Montenegro: Podgorica, Botschaft - Montenegro: Herceg Novi, Generalkonsulat - Niederlande: Den Haag, Botschaft - Norwegen: Oslo, Botschaft - Österreich: Wien, Botschaft - Österreich: Salzburg, Generalkonsulat - Polen: Warschau, Botschaft - Portugal: Lissabon, Botschaft - Rumänien: Bukarest, Botschaft - Rumänien: Timișoara, Generalkonsulat - Russland: Moskau, Botschaft - Schweden: Stockholm, Botschaft - Schweiz: Bern, Botschaft - Schweiz: Zürich, Generalkonsulat - Slowakei: Bratislava, Botschaft - Slowenien: Ljubljana, Botschaft - Spanien: Madrid, Botschaft - Tschechien: Prag, Botschaft - Türkei: Ankara, Botschaft - Türkei: Istanbul, Generalkonsulat - Ukraine: Kiew, Botschaft - Ungarn: Budapest, Botschaft - Vereinigtes Königreich: London, Botschaft - Belarus: Minsk, Botschaft - Zypern: Nikosia, Botschaft |

### Nordamerika
| - Kanada: Ottawa, Botschaft - Kanada: Toronto, Generalkonsulat - Kuba: Havanna, Botschaft - Mexiko: Mexiko-Stadt, Botschaft | - Vereinigte Staaten: Washington, D.C., Botschaft - Vereinigte Staaten: Chicago, Generalkonsulat - Vereinigte Staaten: New York, Generalkonsulat |

### Südamerika
| - Argentinien: Buenos Aires, Botschaft | - Brasilien: Brasília, Botschaft |

## Vertretungen bei internationalen Organisationen
- Europäische Union: Brüssel, Mission
- Europarat: Straßburg, Ständige Vertretung
- NATO: Brüssel, Ständige Vertretung
- Vereinte Nationen: New York, Ständige Vertretung
- Vereinte Nationen: Genf, Ständige Vertretung
- Organisation für Sicherheit und Zusammenarbeit in Europa (OSZE): Wien, Ständige Vertretung
- Organisation der Vereinten Nationen für Erziehung, Wissenschaft und Kultur (UNESCO): Paris, Ständige Vertretung
- Heiliger Stuhl: Vatikanstadt, Botschaft